# George Balanchine
George Balanchine (ryska: Георгий Мелитонович Баланчивадзе, Georgij Melitonovitj Balantjivadze; georgiska: გიორგი მელიტონის ძე ბალანჩივაძე, Giorgi Melitonis dze Balantjivadze), född 22 januari 1904 i Sankt Petersburg, död 30 april 1983 i New York, var en georgisk-amerikansk koreograf. Han var verksam i USA från 1933.

## Biografi
Vid nio års ålder blev Balanchine antagen till balettdelen av Sankt Petersburgs Imperial Theater School. Han uppträdde tidigt på Mariinskijteatern i uppsättningen av Tjajkovskijs Törnrosa, vilket också var hans favoritbalett.[källa behövs]
Balanchine utbildades i Petrograd på Petrograds konservatorium och verkade under senare delen av 1920-talet som koreograf hos Sergej Djagilev, där han bland annat producerade Apollon Musagètes.
Från 1933 var han bosatt i USA, där han medverkade vid tillkomsten av New York City Ballet, som debuterade 1948.
Han var främst sysselsatt med att koreografera klassisk balett och tyckte inte om dramatisk dans lika mycket.[källa behövs]
Han var gift fyra gånger med kända ballerinor, bland annat med Vera Zorina 1938–1946 och även med Tanaquil LeClercq.[källa behövs]
Balanchine anses vara en av 1900-talets främsta koreografer, inte minst inom den så kallade abstrakta stilen inom den klassiska baletten, med sådana verk som Symfoni i C, även kallad Palais de Cristal, The Triumph of Neptune, Allegro brillante och Movements.[källa behövs]
Balanchines koreografiska gärning bildar en bro mellan klassisk och modern balett. Han har även gjort koreografi till filmer och skådespel.

## Utmärkelser
- Kennedy Center Honors,  1978
- Österrikes hederskors för vetenskap och konst,  1980
- Presidentens frihetsmedalj,  1983[10]
- Handel Medallion

[Redigera Wikidata]